# Serranochromis
Il genere Serranochromis comprende 11 specie di pesci d'acqua dolce, appartenenti alla famiglia Cichlidae, sottofamiglia Pseudocrenilabrinae.

## Descrizione
Sono pesci dal corpo robusto, compresso ai fianchi, con testa allungata, bocca grande, fronte tendente al gibboso negli adulti. Le pinne sono ampie e forti, con bordi arrotondati. La livrea, differente per ogni specie, vede tuttavia colori simili, bruni, marroni, verdastri e rossi.
La lunghezza varia dai 25 cm di Serranochromis stappersi ai 56 cm delle più grandi Serranochromis altus e S. robustus.

## Specie
Attualmente (2013) il genere comprende le seguenti specie:
- Serranochromis altus
- Serranochromis angusticeps
- Serranochromis jallae
- Serranochromis janus
- Serranochromis longimanus
- Serranochromis macrocephalus
- Serranochromis meridianus
- Serranochromis robustus
- Serranochromis spei
- Serranochromis stappersi
- Serranochromis thumbergi